# پذیرفتاری الکتریکی
پذیرفتاری الکتریکی {\displaystyle \chi _{\text{e}}} (لاتین: susceptibilis “receptive”) در الکترومغناطیس، یک ثابت تناسب بدون واحد است که درجهٔ قطبش مادهٔ دی‌الکتریک در پاسخ به میدان الکتریکی را نشان می‌دهد. هرچه این ضریب بزرگ‌تر باشد ظرفیت قطبیدگی ماده در پاسخ به میدان الکتریکی بیشتر می‌شود و در نتیجه میدان الکتریکی کل درون ماده کم می‌شود (و انرژی ذخیره می‌شود). به این صورت پذیرفتاری الکتریکی بر گذردهی الکتریکی ماده تأثیر می‌گذارد. که درنتیجه بر خیلی از متغیرهای دیگر مانند ظرفیت خازنی و سرعت نور هم تأثیر می‌گذارد.